# Елісон Стоунер
Елісон Рей Стоунер (англ. Alyson Rae Stoner; нар. 11 серпня 1993 року, Толідо, Огайо, США) — американська співачка, акторка, танцюристка, хореографка і модель.
Найвідоміші ролі у фільмах «Рок у літньому таборі» та «Рок у літньому таборі 2: Фінальна битва» (Кейтлін Гелар), «Крок уперед», «Крок уперед 3D», «Крок уперед 5» (Камілла Гейдж), «Гуртом дешевше», «Гуртом дешевше 2» (Сара Бейкер).

## Ранні роки
Народилася в Толідо, штат Огайо в сім'ї колишньої виконавчої секретарки Луан Ходжес і Чарля Стоунера. В Толідо навчалася у Valley Country Day School і займалася балетом, джазом і степом у студії танцю О'Коннелла. Також працювала моделлю у модельній студії Маргарет О’Брайен.
Виграла приз «Найкраща модель року» на «Міжнародній асоціації Моделей і Талантів»(IMTA).На конвенції IMTA в Нью-Йорку у 2000 році вона виграла безліч призів за танці та акторську майстерність. Після цього Елісон вирішила почати танцювати хіп-хоп.

## Кар'єра

### Танці
Взявши кілька уроків хореографії в Лос-Анджелесі, Елісон Стоунер узяла участь у зйомках кліпу Міссі Елліотт «Work It», «Gossip Folks», «I'm really hot», і в кліпі Lil Bow Wow «Take ya Home», а також знялася з Емінемом в кліпі «Just Lose It». Була танцюристкою у Вілла Сміта на премії «Nickelodeon Kids Choice Awards» у 2005 році, і у OutKast на врученні премії «Kid's Choice Awards» у 2004 році.
Стоунер танцювала в гурті JammXKids у 2003–2006 роках. Покинула гурт на початку 2006 року через брак часу. Вона була однією з танцюристок для Shark Tale DVD. 
Нині викладає хіп-хоп в Millenium Dance Complex, де є наймолодшою викладачкою майстер-класів.

### Кіно і телебачення
У 2002 році Стоунер стала співведучою на телеканалі Дісней у «Mike's Super Short Show»(англ. Суперкоротке шоу Майка) разом з Майклом Аланом Джонсоном. Вона знялася в ролі Сари Бейкер, однієї з 12 дітей, в успішних комедіях «Гуртом дешевше» і «Гуртом дешевше 2». Також з'являлася в підліткових комедійних серіалах, таких як «Дрейк і Джош», «Все тіп-топ, або Життя Зака і Коді».
У 2006 році отримала невелику роль у фільмі «Крок уперед» (молодша сестра Тайлера (Ченнінг Тейтум) Камілла Гейдж). Озвучувала Ізабеллу Гарсіа-Шапіро і Дженні у мультсеріалі «Фінеас і Ферб». У 2008 році зіграла початківицю-продюсерку Кейтлін Геллару диснеївському фільмі «Рок в літньому таборі». Її колегами по фільму стали Демі Ловато і Jonas Brothers.
Згодом Стоунер зіграла Еліс Мак-Кінлі у фільмі «Alice Upside Down». Це була її друга головна роль, і, згідно з її офіційним інтерв'ю, це був перший раз, коли вона повинна була з'являтися в кадрі в кожній сцені фільму.
У 2010 році Стоунер з'явилася в третій частині «Крок уперед», знятої у форматі 3D. Вона знову зіграла Каміллу Гейдж — молодшу сестру Тайлера. Вона розмістила на своїй сторінці YouTube відео з репетиціями танців, таким чином представивши своїх колег по фільму.

### Музика
У 2005 році Стоунер виконала два саундтреки до фільму «Alice Upside Down» — «Lost and Found» і «Free Spirit». Також вона записала версію пісні «Dancing in the Moonlight» у 2009 році до фільму «Space Buddies».
Стоунер працює з продюсерами, композиторами та викладачами вокалу, щоб розвивати свій голос. Вона хоче перейти від стилю «дитячий поп» до більш душевного і дорослого, щоб розпочати роботу над власним студійним альбомом. 4 квітня 2010 вона розмістила на YouTube відео, де повідомляється про вихід її дебютного синглу «Flying Forward» 20 квітня 2010.

### Публікації
Елісон Стоунер — «редакторка танцю» для журналу KEWL. У лютому 2009 року в Alyson Stoner Project (англ. Проєкт Елісон Стоунер) її описали як «гібрид танцю» — змішання різних танцювальних стилів в одному. Шоу було зрежисовано Кевіном Шмідтом, її колегою по фільму «Гуртом дешевше».

## Фільмографія

### Фільми
| Рік  | Назва                                  | Роль                               |
| ---- | -------------------------------------- | ---------------------------------- |
| 2003 | Гуртом дешевше                         | Сара Бейкер                        |
| 2004 | Гарфілд                                | Крисеня                            |
| 2005 | Гуртом дешевше 2                       | Сара Бейкер                        |
| 2006 | Крок уперед                            | Камілла Гейдж                      |
| 2007 | Фінеас і Ферб                          | Ізабелла Ґарсіа-Шапіро (озвучення) |
| 2008 | Alice Upside Down                      | Еліс                               |
| 2008 | Рок у літньому таборі                  | Кейтлін Гелар                      |
| 2010 | Рок у літньому таборі 2:Фінальна битва | Кейтлін Гелар                      |
| 2010 | Крок уперед 3D                         | Камілла Гейдж                      |
| 2014 | Крок уперед 5: Усе або нічого          | Камілла Гейдж                      |